# William Villeger
William Villeger (* 22. Oktober 2000 in Martigues, Provence-Alpes-Côte d’Azur) ist ein französischer Badmintonspieler.

## Karriere
Villeger begann mit acht Jahren in Istres Badminton zu spielen. 2017 erreichte er bei den Hungarian Juniors und den French Juniors im Gemischten Doppel die Endspiele, bevor er im folgenden Jahr mit Fabien Delrue beim Danish Junior Cup Zweiter wurde und mit den Spanish Juniors sein erstes internationales Juniorenturnier gewann. Außerdem wurde Villeger mit Arnaud Merklé und Sharone Bauer französischer Juniorenmeister und triumphierte im Herrendoppel und mit dem französischen Nachwuchsteam bei den Junioreneuropameisterschaften. Mit seinem Sieg bei den Latvia International triumphierte er erstmals bei einem Wettkampf für Erwachsene von der Badminton World Federation. 2019 kam Villeger unter die besten drei bei den französischen Meisterschaften, während er im internationalen Bereich bei den Dutch International, den Czech International und den Norwegian International ins Finale einzog. Ein Jahr später wurde er mit dem französischen Herrenteam Dritter bei den Europameisterschaften. 2021 stand Villeger auch bei den Austrian International und den Portugal International im Endspiel, bevor er mit seiner neuen Spielpartnerin Anne Tran im Mixed bei den Polish International und den Welsh International siegreich war. Außerdem erreichte er mit der Nationalmannschaft das Finale der Kontinentalmeisterschaften. Im nächsten Jahr erspielte Villeger mit Delrue bei den nationalen Titelkämpfen die Bronzemedaille, bevor er 2023 mit Julien Maio den Titel gewann. Mit seinem neuen Doppelpartner wurde er zudem bei den Portugal International Erster.

## Sportliche Erfolge
| Jahr | Veranstaltung                           | Platz | Disziplin    | Spielpartner  |
| ---- | --------------------------------------- | ----- | ------------ | ------------- |
| 2017 | Hungarian Juniors 2017                  | 2.    | Mixed        | Marig Brouxel |
| 2017 | French Juniors 2017                     | 2.    | Mixed        | Melanie Potin |
| 2018 | Junioreneuropameisterschaft 2018        | 1.    | Herrendoppel | Fabien Delrue |
| 2018 | Junioreneuropameisterschaft 2018        | 1.    | Mannschaft   | Frankreich    |
| 2018 | Danish Junior Cup 2018                  | 2.    | Herrendoppel | Fabien Delrue |
| 2018 | Spanish Juniors 2018                    | 1.    | Herrendoppel | Fabien Delrue |
| 2018 | Latvia International 2018               | 1.    | Herrendoppel | Fabien Delrue |
| 2018 | Französische Juniorenmeisterschaft 2018 | 1.    | Herrendoppel | Arnaud Merklé |
| 2018 | Französische Juniorenmeisterschaft 2018 | 1.    | Mixed        | Sharone Bauer |
| 2019 | Dutch International 2019                | 2.    | Mixed        | Vimala Hériau |
| 2019 | Czech Open 2019                         | 2.    | Mixed        | Sharone Bauer |
| 2019 | Norwegian International 2019            | 2.    | Mixed        | Sharone Bauer |
| 2019 | Französische Meisterschaft 2019         | 3.    | Herrendoppel | Fabien Delrue |
| 2020 | Europameisterschaft 2020                | 3.    | Mannschaft   | Frankreich    |
| 2021 | Portugal International 2021             | 2.    | Mixed        | Sharone Bauer |
| 2021 | Austrian International 2021             | 2.    | Mixed        | Sharone Bauer |
| 2021 | Polish International 2021               | 1.    | Mixed        | Anne Tran     |
| 2021 | Welsh International 2021                | 1.    | Mixed        | Anne Tran     |
| 2021 | Europameisterschaft 2021                | 2.    | Mannschaft   | Frankreich    |
| 2022 | Französische Meisterschaft 2022         | 3.    | Herrendoppel | Fabien Delrue |
| 2023 | Estonian International 2023             | 2.    | Herrendoppel | Julien Maio   |
| 2023 | Portugal International 2023             | 1.    | Herrendoppel | Julien Maio   |
| 2023 | Französische Meisterschaft 2023         | 1.    | Herrendoppel | Julien Maio   |